# Roberto Bolaño
Roberto Bolaño (født 28. april 1953, død 15. juli 2003) var en chilensk forfatter.

Af hans værker er på dansk udkommet
- Fjern stjerne (2014) (Estrella distante (1996))
- De vilde detektiver (2010) (Los detectives salvajes (1998))
- Nocturne fra Chile (Nocturno de Chile (2000))
- 2666 (2012) (2666 (2004))